# Премія Віареджо
Міжнародна літературна премія Віареджо Репачі (Premio letterario internazionale Viareggio Rèpaci) — італійська літературна премія, яка була заснована в 1929 році у місті Віареджо італійським діячем Леонідою Репачі.
Урочисту вечірку з нагоди відкриття премії відвідали Луїджі Піранделло та Массімо Бонтемпеллі, а першу премію виграли Лоренцо Віані за книгу «Повернення на батьківщину», видану Alpes, видавництвом Беніто Муссоліні, та Ансельмо Буччі за книгу «Летючий художник».
Оскільки Репачі мав антифашистські погляди, у 1931 році президентом премії призначили Ландо Ферретті, а в 1934 році ним став Галеаццо Чіано.
З початком Другої світової війни вручення премії було перервано, а потім відроджено з волі Репачі, який підтримував її до своєї смерті в 1985 році .
З самого початку майже всі нагороди Віареджо були всіяні жвавими суперечками, оскільки Репачі часто сильно втручався в рішення журі, яке він сам призначив.
У 1946 році, наприклад, журі вирішило присудити премію Умберто Сабі, але коли президент дізнався, що Джакомо Дебенедетті повідомив поета перед церемонією нагородження, він захотів знову скликати журі і тримав його «в броні». поки не було досягнуто справедливого рішення між Пісенником Саби та «Черким хлібом» Сільвіо Мікелі.
У 1947 році виникла ще одна суперечка. Усі були переконані, що Альберто Моравія переможе, натомість було вирішено нагородити «Листи з в'язниці» Антоніо Ґрамші, незважаючи на те, що в регламенті говорилося, що нагороджувати мають лише живі автори, а Ґрамші помер десять років до того.

## Лауреати

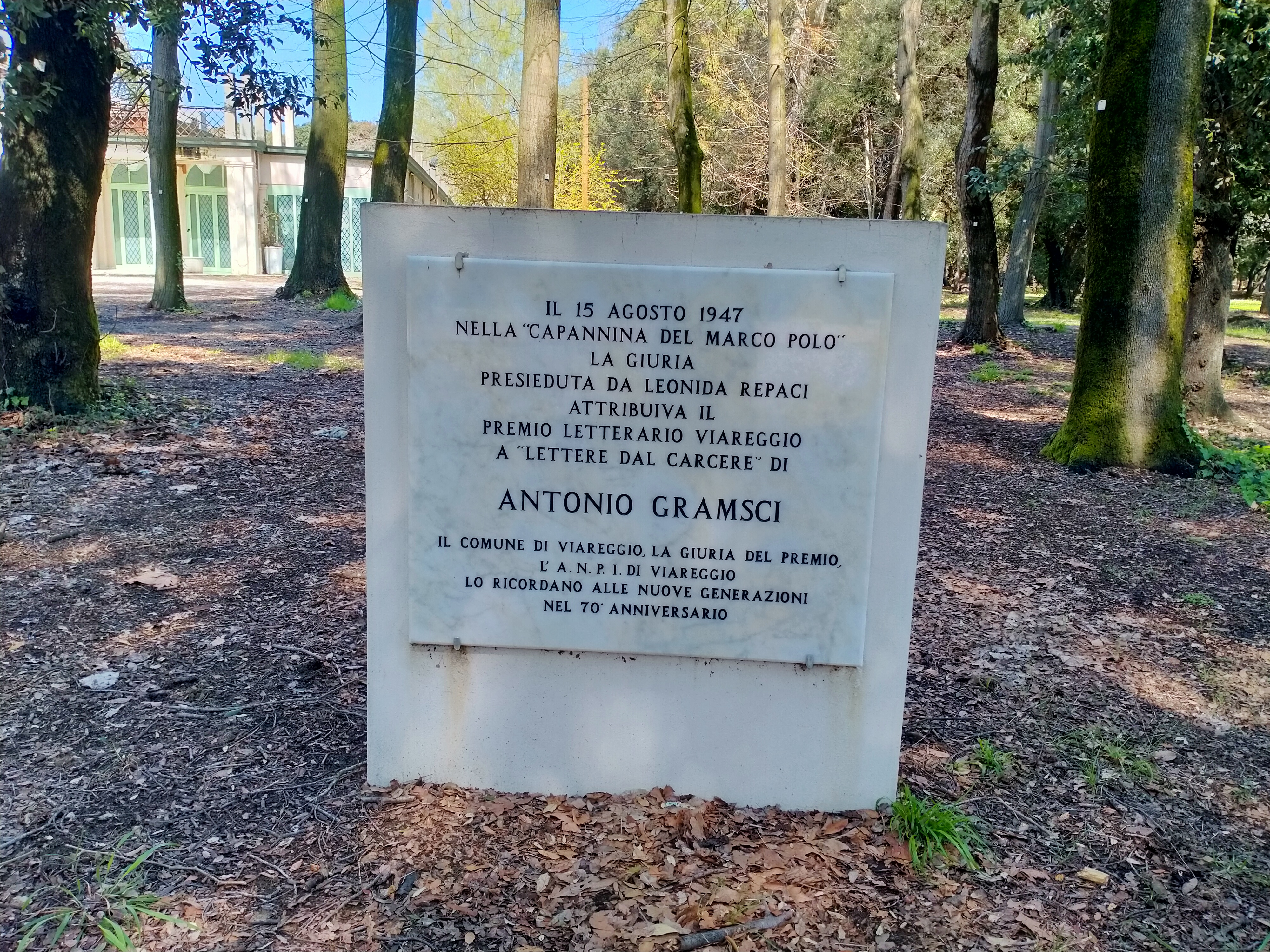
Меморіал про вручення премії Віареджо Грамші в La Capannina del Marco Polo у Віареджо

Список переможців премії у різних категоріях:
- 1930 рік
  - Проза:
    - Ансельмо Буччі, «Літаючий художник»
    - Лоренцо Віані, «Повернення на батьківщину»
- 1931 рік
  - Проза: Коррадо Туміаті, «Червоні дахи»
  - Другі призи та медалі: Луїджі Бартоліні, Ріккардо Маркі, Паола Мазіно, Джузеппе Вільяроель, Рауль Радіче, Ліна П'єтравалле, Еудженіо Фердінандо Пальмієрі, Джіана Ангуіссола
- 1932 рік
  - Художня література, перша премія: Антоніно Фоскіні, «Пригоди Війона»
  - Художня література, друга премія: Енріко Пі, «Слуга диявола»
  - Художня література, третя премія: Арнальдо Фратейлі, «Капогіро»
  - Другі призи та медалі: Ліно Мазола, Чезаре Меано, Раффаеле Каррієрі, Джузеппе Фанчіуллі
- 1933 рік
  - Художня література, перша премія: Ахілл Кампаніла, «Кантилена на розі вулиці»
  - Художня література, друга премія: Паола Мазіно, «Периферія»
  - Художня література, третя премія: П'єро Барджелліні, «Сан-Бернардіно да Сієна»
  - Художня література, четверта премія: Біно Санмініателлі, «Дитячі ігри»
- 1934 рік
  - Художня література, перша премія: Раффаеле Кальзіні, «Сегантіні, роман про гори»
  - Художня література, друга премія: Марчелло Галліан, «Сценічна команда»
  - Художня література, третя премія: Еміліо Радіус, «Друзі опівночі»
  - Художня література, четверта премія: Джино Савіотті, «Меццо Матто»
  - Золота медаль: Марія Луїза Фер, «Апріл» (Мондадорі)
- 1935 рік
  - Проза:
    - Маріо Масса, «Один чоловік»
    - Стефано Ланді, «Стіна будинку»

  - Другі призи: Марджерита Каттанео, Еціо Камунколі, Ольга Оліано, Дон Кейроло, Нікола Москарделлі, П'єр Анджело Солдіні, Рінальдо Кюфферле
- 1936 рік
  - Проза: Ріккардо Бакеллі, «Ворожбит»
- 1937 рік
  - Проза: Гвельфо Чівініні, «Сільський трактир»
- 1938 рік
  - Проза (ex aequo):
    - Вітторіо Джованні Россі, «Океан»
    - Енріко Піеа, «Маремма»

  - Нагорода для письменників, які народилися після 1908 року: Крімер (Крістофоро Меркаті), Партнерство з Віані
  - Рекомендації: Романо Біленчі, Антоніо Пінгеллі, Сальвато Каппеллі
- 1939 рік
  - Проза:
    - Марія Беллончі, «Лукреція Борджіа»
    - Арнальдо Фратейлі, «Клара серед вовків»
    - Оріо Вергані, «Глибокий перевал»

Спочатку премія була присуджена Альбі де Сеспедес за «Ніхто не повертається» та Вінченцо Кардареллі, але рішення журі було скасовано за наказом Муссоліні через антифашистські погляди першого та неодноразове непродовження партійного квитка другого.
- З 1940 по 1945 роки не присуджувалася
- 1946
  - Проза: Сільвіо Мікелі, Твердий хліб
  - Поезія: Умберто Саба, Il Canzoniere
- 1947
  - Проза: Антоніо Грамші, Листи з в'язниці
  - Почесна відзнака: Енріко Пеа, Еліо Вітторіні, Марія Беллончі
- 1948
  - Проза (ex aequo):
    - Альдо Палаццескі, Брати Кукколі
    - Ельза Моранте, Брехня і чари

  - Поезія: Сібілла Алерамо, Selva d'amore
- 1949
  - Проза, перша премія: Артуро Карло Джемоло, Держава та церква в Італії за останні сто років
  - Проза, друга премія (ex aequo):
    - Ліберо де Ліберо, Банкет
    - Рената Вігано, Агнес помирає

  - Поезія (ex aequo)
    - Уго Моретті, Теплий вітер
    - Б'яджо Загарріо, Безтурботність
- 1950
  - Проза (ex aequo):
    - Франческо Жовине, Країни причастя
    - Карло Бернарі, Сперанцелла

  - Поезія: Коррадо Говоні, за загальну роботу
  - Документалістика: Массімо Міла, Музичний досвід і естетика
  - Дебют: Джорджіо Піовано, Poema di noi (Ed. di Base)
- 1951
  - Проза: Доменіко Реа, Ісус, пролив світло
  - Поезія: Аттіліо Бертолуччі, Індійська хата
  - Документалістика: Руджеро Зангранді e Марчелло Вентуролі, Словник страху
  - Дебют: П'єтро Сісса, La banda di Dohren
- 1952
  - Проза: Томмазо Фіоре, Популяція мурах
  - Спеціальні премії за художню літературу:
    - Анна Банті, Жінки вмирають
    - Джованні Коміссо, Capricci italiani

  - Премія «Савініо» за поезію: Джорджо Капроні, Stanze della funicolare
  - Премія «Спільнота» за нон-фікшн: Маріо Праз, Будинок слави
  - Дебют: Марчелло Вентурі, Від Сирта до мого дому
- 1953
  - Проза: Карло Еміліо Гадда, Новела з герцогства у вогні
  - Спеціальний приз за прозу: Анна Марія Ортезе, Море не змочує Неаполь
  - Поезія: Раффаеле Каррієрі, Трубадур
  - Документалістика: Роберто Баталья, Історія італійського опору
  - Дебют: Маріо Ріджоні Стерн, Il sergente nella neve
- 1954
  - Проза: Рокко Скотелларо, È fatto giorno
  - Спеціальний приз за прозу: Джузеппе Раймонді, Новини Емілії
  - Документалістика: Джузеппе Джаріццо, Едвард Гіббон і європейська культура 18 століття (Італійський інститут історичних досліджень)
  - Дебют: Джамп'єро Кароччі, Il campo degli ufficiali
  - Premi minori: Вієрі Наннетті, Чезаре Лупоріні, Карло Монтелла, Сільвана Джорджетті, Ліно Платероті
- 1955
  - Проза: Васко Пратоліні, Метелло
  - Поезія: Карло Бетоккі, Вірші 
  - Документалістика (ex aequo):
    - Еудженіо Гарін, Хроніки італійської філософії
    - Джузеппе Равеньяні, Uomini visti

  - Дебют: Джованні Руссо, Барони і селяни
- 1956
  - Проза (ex aequo):
    - Карло Леві, Слова — каміння
    - Джанна Манзіні, Яструб-перепелятник

  - Поезія: Джакомо Новента, Вірші та поеми
  - Документалістика (ex aequo):
    - Ніно Валері, Від Джолітті до Муссоліні
    - Джанкарло Вігореллі, Gronchi, battaglie di ieri e di oggi

  - Дебют: Нікколо Туччі, Il segreto
- 1957
  - Проза (ex aequo):
    - Італо Кальвіно, Несамовитий барон
    - Артуро Тофанеллі, Золота людина
    - Наталія Гінзбург, Валентино

  - Поезія (ex aequo):
    - П'єр Паоло Пазоліні, Прах Грамші
    - Сандро Пенна, Поезія
    - Альберто Мондадорі, Quasi una vicenda

  - Документалістика (ex aequo):
    - Марчелло Вентуролі, Батьківщина мармуру
    - Діно Дель Бо, Воля держави

  - Данило Дольчі, Розслідування в Палермо
  - Дебют (ex aequo):
    - Феліче Дель Веккіо, Церква Каннето
    - Марія Джакоббе, Щоденник шкільної вчительки
    - Анджело Мальяно, Буржуазія і страх
- 1958
  - Проза: Томмазо Ландольфі, Ottavio di Saint Vincent
  - Поезія: Сальваторе Квазімодо, Незрівнянна земля
  - Документалістика: Ернесто де Мартіно, Смерть і ритуальний плач у стародавньому світі
  - Дебют: Аніта Фацціні, Повернення на рівнину
  - Спеціальний приз: Джузеппе Маротта, Marotta Ciak
  - Спеціальний приз за розслідування: Джованні Пассері, Il pane dei carcamano
- 1959
  - Проза: Маріно Моретті, Усі оповідання
  - Поезія: Джорджо Капроні, Насіння плачу
  - Спеціальна премія за поезію: Джузеппе Віллароель, La bellezza intravista
  - Документалістика: Джорджо Леві Делла Віда, Арабські та неарабські анекдоти та розваги
  - Спеціальний приз за есе про театр: Еудженіо Леві, Комедійний персонаж від Теофраста до Піранделло
  - Дебют: Мікеле Лакаламіта, Селянська культура
  - Премія за журналістське розслідування: Джузеппе Боффа, La grande svolta
  - Премія за іноземні твори: Вілл Громанн, Василь Кандінський: Життя та творчість
- 1960
  - Проза (ex aequo):
    - Лаудомія Бонанні, Підсудний
    - Джованні Баттіста Анджолетті, Великі гості

  - Поезія: Паоло Вольпоні, Двері Апеннін
  - Документалістика (ex aequo):
    - Етторе Ло Гатто, Пушкін. Історія поета і героя
    - Бруно Мільоріні,  Історія італійської мови

  - Дебют: Серджіо Савіане, Випускний вечір
  - Спеціальна театральна нагорода: Едуардо Де Філіппо, Кантата парних днів
  - Премія за журналістське розслідування:: Сільвіо Мікелі, L'Artiglio ha confessato
  - Спеціальний приз за договір про перемир'я від 8 вересня 1943 року (ex aequo):
    - Марія Чіапеллі, Незакінчений лист
    - Джузеппе Д'Агата, Армія Сципіона
    - Ельза Де Джорджі, Ровесники
- 1961
  - Проза: Альберто Моравія, Нудьга
  - Дебют: Лоренца Маццетті, Небо падає
- 1962
  - Проза: Джорджіо Бассані, Сад Фінці-Контіні
  - Документалістика: Карло Людовіко Раджіанті, Мондріан і мистецтво 20-го століття
  - Дебют (ex aequo):
    - Клаудіо Наполеоні, Економічна думка 1900-х років
    - Бернардо Бертолуччі, У пошуках таємниці
- 1963
  - Проза: Антоніо Дельфіні, Racconti
  - Документалістика: Серджіо Сольмі, Письменники протягом багатьох років
  - Дебют (ex aequo):
    - Массімо Ферретті, Алергія
    - Енріко Кастельнуово, Італійський художник при дворі Авіньйона: Маттео Джованетті та живопис у Провансі в чотирнадцятому столітті
- 1964
  - Проза: Джузеппе Берто, Темне зло
  - Документалістика: Манара Вальгіміглі, Поети та філософи Греції
- 1965
  - Проза: Гоффредо Парізе, Майстер
  - Документалістика: Анджело Марія Ріпелліно, Макіяж і душа. Майстри режисури російського театру ХХ століття
- 1966
  - Документалістика: Оттьєро Оттьєрі, Повсякденна нереальність
  - Поезія: Альфонсо Гатто, La storia delle vittime
- 1967
  - Проза: Раффаеле Бріньєтті, Синя чайка
  - Поезія: Дієго Валері, Poesie
  - Документалістика: Санто Маццаріно,  Класична історична думка
  - Дебют у прозі: Аліса Цереза, Блудна дочка
  - Дебют у документалістиці: Лідія Стороні Маццолані, Ідея міста в римському світі
  - Спеціальний приз: Альдо Капітіні, Співприсутність мертвих і живих
- 1968
  - Проза: Ліберо Біджаретті, La controfigura[4]
  - Поезія: Джорджо Віголо, La luce ricorda
  - Документалістика: Джуліано Прокаччі, Історія італійців
  - Дебют у прозі: Джуліо Каттанео, Людина новизни
  - Дебют у документалістиці: Серджіо Паутассо, Вітторіні
  - Спеціальний приз: Франко Басалія, L'istituzione negata
- 1969
  - Проза: Фульвіо Томіцца, Дерево снів
  - Поезія: Джованні Джудічі, Автобіологія
  - Документалістика: Джованні Гетто, Бароко в прозі та поезії
  - Дебют у прозі: Франко Кордеро, Рід
  - Дебют у поезії: Гвідо Черонетті, Poesie, frammenti, poesie separate
  - Дебют у документалістиці: Чезаре Гарболі, Окрема кімната
  - Спеціальні призи: Маріно Моретті, Нікола Лізі, Джулія Веронезі, Бенедетто Марзулло
- 1970
  - Проза: Нелло Сайто, Зсередини та зовні
  - Поезія: Нело Різі, Про певні речі, які, сказані у віршах, звучать краще, ніж у прозі 
  - Документалістика: П'єтро Чітаті, Гете
- 1971
  - Проза: Уго Аттарді, Дикий спадкоємець
  - Поезія: Ліберо де Ліберо, Від вугілля до вугілля
  - Документалістика: Ніно Валері, Джолітті
  - Дебют у прозі: Лучіо Чева, Teskeré
  - Дебют у поезії: Джорджіо Сбараглія, Слова
  - Дебют у документалістиці: Маріо Лоді, Il paese sbagliato. Diario di un'esperienza didattica
  - Спеціальний меморіальний приз: Джакомо Дебенедетті e Арнольдо Мондадорі
- 1972
  - Проза: Романо Біленчі, Ґудзик Сталінграда
  - Поезія:  Ігнаціо Буттітта, Io faccio il poeta
  - Документалістика: Лусіо Ломбардо Радіче, Обвинувачені: Франц Кафка, Михайло Булгаков, Олександр Солженіцин, Мілан Кундера
  - Дебют у прозі (ex aequo):
    - Франческа Санвітале, Буржуазне серце
    - Антоніо Дебенедетті, Месьє Кітч

  - Дебют у поезії: Коррадо Де Віта, Знання Стефано
  - Дебют у документалістиці: Ернесто Ферреро, Жаргони підземного світу з 15 століття до сьогодні
  - Приз голови журі (ex aequo):
    - Джозеф Маротта мол., Розслабтеся
    - Гвідо Серені, Om ad Po
    - Нантас Сальваладжо, Malpaga
- 1973
  - Проза: Ахілл Кампаніле, Розмовний посібник
  - Поезія: Фердінандо Камон, Звільнення тварини
  - Документалістика: Маріо Праз, Угода зі змієм: параліпомени про плоть, смерть і диявола в романтичній літературі
  - Дебют у прозі: Пеллегріно Сарно, Відстань речей
  - Дебют у поезії: Джузеппе Лізі, Занурена культура
- 1974
  - Проза: Клотильда Маргієрі, Amati enigmi
  - Поезія: Россана Омбрес, Бестіарій кохання
  - Документалістика: Джорджіо Амендола, Листи в Мілан
  - Дебют у прозі: Розетта Лой, La bicicletta
  - Дебют у поезії: Родольфо Кареллі, Місце в глибині
  - Дебют у документалістиці: Лучано Беллозі, Буффальмакко і тріумф смерті
  - Президентська нагорода: Б'яджо Марін, A sol calao
- 1975
  - Проза: Паоло Вольпоні, Герцогська завіса
  - Поезія: Леонардо Сінісгаллі, Мухи в пляшці
  - Документалістика: Джанандреа Ґаваццені, Non eseguire Beethoven
  - Дебют у прозі: Гавіно Ледда, Padre Padrone
  - Дебют у поезії: Джованні Маріні, А ми, дурні та праведні
  - Дебют у документалістиці: Вітторія Рончі, Figlioli miei, marxisti immaginari
  - Президентська нагорода: Альфонсо Леонетті, Від селянської Андрії до робітничого Турина
  - Спеціальний меморіальний приз журі: Альберто Требеччі, Нариси історії наукової думки
- 1976
  - Проза: Маріо Тобіно, Краса дзеркал
  - Поезія: Даріо Беллецца, Таємна смерть
  - Документалістика: Серджіо Сольмі, Місяць Лафурга
  - Дебют у прозі: Луїджі Подда, З довічного ув'язнення
  - Дебют у поезії: Козімо Форнаро, Pensieri sottovoce
  - Дебют у документалістиці: Альберто Беретта Ангісола, Proust inattuale
  - Президентська нагорода: Умберто Террачіні
- 1977
  - Проза: Давіде Лайоло, Veder l'erba dalla parte delle radici
  - Поезія: Томмазо Ландольфі, Зрада
  - Документалістика: Чезаре Бранді, Твори про сучасне мистецтво
  - Дебют у прозі: П'єтро Гіццарді, Mi richordo anchora
  - Дебют у поезії: Карло Франкавілья, Le terre della sete
  - Дебют у документалістиці: Джуліана Морандіні, E allora mi hanno rinchiusa
  - Президентська нагорода: Паоло Грассі, Quarant'anni di palcoscenico
- 1978
  - Проза: Антоніо Альтомонте, Dopo il presidente
  - Поезія: Маріо Лузі, У вогні суперечки
  - Документалістика: Людовіко Цорці, Театр і місто
  - Дебют у прозі: Маріо Ізотті, Любов мого ворога
  - Дебют у поезії: Анджело Лумеллі, Яка гарна річ (Guanda)
  - Дебют у документалістиці: Сальваторе Сеттіс, La «Tempesta» interpretata
  - Президентська нагорода: Камілла Равера, Коротка історія жіночого руху в Італії 
  - Спеціальний приз: Джансіро Феррата
- 1979
  - Проза: Джорджіо Манганеллі, Centuria
  - Поезія: Андреа Занцотто, Лісовий етикет
  - Документалістика: Джузеппе Боффа, Історія Радянського Союзу
  - Дебют у прозі: Джуліо Дель Тредічі, Тарбагатай
  - Дебют у поезії: Розіта Копіолі, Splendida lumina solis (Forum)
  - Дебют у документалістиці: Марія Монеті Кодіньйола, Механіка пристрастей
  - Президентська нагорода: Оріана Фаллачі, Людина
- 1980
  - Проза: Стефано Терра, Залізні ворота
  - Поезія: Лучано Ерба, Стрічка Мебіуса
  - Документалістика: Ельвіо Факінеллі, Зупинена стріла. Три спроби скасувати час
  - Дебют у прозі: Оліво Бін, Storia di un bocia
  - Дебют у поезії:  Козімо Ортеста, Il bagno degli occhi
  - Дебют у документалістиці: Паоло Зелліні, Коротка історія нескінченності
  - Президентська нагорода: Лео Соларі, Еудженіо Колорні. Вчора і завжди
- 1981
  - Проза: Енцо Січіліано, Принцеса та антиквар
  - Поезія: Марія Луїза Спаціані, Геометрія безладу
  - Документалістика: Дженнаро Сассо, Нікколо Макіавеллі
  - Дебют у прозі: Массімо Гріффо, Futuro anteriore
  - Дебют у поезії: Вівіан Ламарк, Терезіно 
  - Дебют у документалістиці: Гвідо Сантато, П'єр Паоло Пазоліні. Робота
  - Президентська нагорода: Паоло Віттореллі, Епоха бурі
- 1982
  - Проза: Прімо Леві, Якщо не зараз, то коли? 
  - Поезія: Вітторіо Серені, Змінна зірка
  - Документалістика: Луїджі Ломбарді Сатріані e Маріано Меліграна, Міст Сан-Джакомо
  - Дебют у прозі: Граціелла Чівілетті, Портрет щасливої красуні
  - Дебют у поезії: Патриція Валдуга, Medicamenta (Guanda)
  - Дебют у документалістиці: Массімо Бачігалупо, Останній фунт
  - Президентська нагорода: Марія Фіда Моро, La casa dei cento Natali
- 1983
  - Проза: Джуліана Морандіні, Caffè Specchi
  - Поезія: Мауріціо Куччі , Гленн
  - Документалістика: Джанфранко Фолена, Італієць у Європі. Лінгвістичний досвід вісімнадцятого століття
  - Дебют у прозі: Даніеле Дель Джудіче, Вімблдонський стадіон
  - Дебют у документалістиці: Бенедетта Кравері, Мадам Дю Деффанд та її світ
  - Президентська нагорода: Еміліо Гуарнаскеллі, Маленький камінь
  - Спеціальний приз: Лука Каналі, Автобіографія шахрая
- 1984
  - Проза: Джина Лагоріо, Tosca dei gatti
  - Поезія: Антоніо Порта, Вторгнення
  - Документалістика: Бруно Джентілі,  Поезія та публіка в Стародавній Греції. Від Гомера до 5 століття
  - Дебют у прозі: Марія Пейс Оттьєрі, Чорне кохання
  - Дебют у поезії: П'єр Маріо Фазанотті, Помаранчеві губи
  - Дебют у документалістиці: Клаудіо Поццолі, Життя Мартіна Лютера
  - Президентська нагорода: Лео Валіані, Усі дороги ведуть до Риму
  - Спеціальний приз: Прімо Конті,  Ущелина дрозда
- 1985
  - Проза: Манліо Канкогні, Це дивне щастя
  - Поезія: Васко Пратоліні, Il mannello di Natascia
  - Документалістика: Розелліна Бальбі, Madre Paura
  - Дебют у прозі: Маріса Ді Маджіо, Жив-був один король…
  - Дебют у документалістиці: Джованна Томазелло, Італійська колоніальна література від авангарду до фашизму
  - Президентська нагорода: Алессандро Галанте Гарроне, I miei maggiori
- 1986
  - Проза: Маріса Вольпі, Il maestro della betulla
  - Поезія: Маріо Сократ, Точка зору
  - Документалістика: Джорджіо Канделоро, Історія сучасної Італії
  - Спеціальний приз,  Агостіно Рішельмі, La lettrice di Isasca
- 1987
  - Проза: Маріо Спінелла, Лист із Куп'янська
  - Поезія: Валеріо Магреллі, Природа і зерно
  - Документалістика: Ніно Пірротта, Поетичний вибір музикантів
- 1988
  - Проза: Розетта Лой, Le strade di polvere
  - Поезія: Раффаелло Бальдіні, Furistír
  - Документалістика: Джанфранко Контіні, Ultimi esercizi ed elzeviri
- 1989
  - Проза: Сальваторе Маннуццу, Процедура
  - Поезія: Аттіліо Бертолуччі, Спальня
  - Документалістика: Карло Діонісотті, Нотатки про сучасність
- 1990
  - Проза: Луїза Адорно, Arco di luminara
  - Поезія: Чезаре Вівіані, Preghiera del nome
  - Документалістика:  Мауріціо Кальвесі, Реалії Караваджо
- 1991
  - Проза: Антоніо Дебенедетті, Якщо життя не життя
  - Поезія: Габріелла Лето, Ностальгія за водою
  - Документалістика: Грація Ліві, Літери мого імені
- 1992
  - Проза: Луїджі Малерба, Літаючі камені
  - Поезія: Франко Маркоальді, Наосліп
  - Документалістика: Паоло Россі, Минуле, пам'ять, забуття
- 1993
  - Проза: Алессандро Барікко, Море океан
  - Поезія: П'єр Луїджі Баччіні, Visi e foglie
  - Документалістика: Антоніо Гамбіно, Міф про політику
- 1994
  - Проза: Антоніо Табуччі, Перейра стверджує
  - Поезія: Джованні Рабоні, Кожна третя думка
  - Документалістика: К'яра Фругоні, Франческо та винайдення стигматів
- 1995
  - Проза: Мауріціо Маджіані, Відвага малинівки
  - Поезія: Еліо Пальярані, Балада про Руді 
  - Документалістика: Серена Вітале, Il bottone di Puškin
- 1996
  - Проза: Ерманно Реа, Неаполітанська таємниця 
  - Поезія: Альда Меріні, Ballate non pagate
  - Документалістика: Джованні Поцці, Alternatim
  - Спеціальний приз: Вітторіо Фоа, Questo Novecento
- 1997
  - Проза: Клаудіо П'єрсанті, Луїза і тиша
  - Поезія: Франка Грізоні, De chì
  - Документалістика: Коррадо Стахано, Promemoria
- 1998
  - Проза: Джорджіо Пресбургер, La neve e la colpa
  - Поезія: Мікеле Совенте Cumae
  - Документалістика: Карло Гінзбург, Occhiacci di legno
- 1999
  - Проза: Ернесто Франко, Vite senza fine
  - Поезія: Патриція Каваллі, Sempre aperto teatro
  - Документалістика: Алессандро Портеллі, L'ordine è già stato eseguito. Roma, le Fosse Ardeatine, la memoria (Donzelli)
- 2000
  - Проза (ex aequo):
    - Джорджіо ван Стратен, Il mio nome a memoria
    - Сандро Веронезі, La forza del passato

  - Поезія: Тіціано Россі, Gente di corsa
  - Документалістика: Міммо Францінеллі, I tentacoli dell'OVRA (Bollati Boringhieri)
- 2001
  - Проза: Нікколо Амманіті, Я не боюся
  - Поезія: Мікеле Ранчетті, Verbale
  - Документалістика: Джорджо Пестеллі, Canti del destino
  - Спеціальний приз: Роберто Калассо, Література і боги
- 2002
  - Проза: Флер Єггі, Proleterka
  - Поезія (ex aequo):
    - Джоланда Інсана, Спотворення
    - Людовіка Ріпа ді Меана, Kouros (Aragno)

  - Документалістика: Альфонсо Берардінеллі, La forma del saggio
  - Президентська нагорода: Ліна Больцоні, La rete delle immagini
  - Спеціальний приз: Барбара Спінеллі, Il sonno della memoria
- 2003
  - Проза: Джузеппе Монтесано, Про це брехливе життя
  - Поезія:  Роберто Амато, Le cucine celesti
  - Документалістика: Сальваторе Сеттіс, Italia S.p.A.. L'assalto al patrimonio culturale
  - Спеціальний приз за дебютну роботу: Гілберто Сачердоті, Sacrificio e sovranità
- 2004
  - Проза: Едоардо Альбінаті, Svenimenti
  - Поезія (ex aequo):
    - Лівія Ліві, Antifona
    - Марія Маркезі, L'occhio dell'ala

  - Документалістика: Андреа Тальяп'єтра, La virtù crudele
  - Міжнародна нагорода: Суад Амірі, Sharon e mia suocera
- 2005
  - Проза: Раффаеле Ла Капрія, L'estro quotidiano
  - Поезія: Міло Де Анджеліс, Tema dell'addio
  - Документалістика:  Альберто Арбасіно, Marescialle e libertini
  - Нагорода за дебют: Алессандро Піперно, Con le peggiori intenzioni
  - Премія Маріо Тобіно — книга для зими: Маріо Рігоні Стерн, Aspettando l'alba
- 2006
  - Проза: Джанні Челаті, Vite di pascolanti
  - Поезія:  Джузеппе Конте, Ferite e rifioriture
  - Документалістика; Джованні Агості, Su Mantegna
  - Дебют: Роберто Савіано, Gomorra
  - Премія Маріо Тобіно — книга для зими: Вінченцо Пардіні, Серед людей і вовків
- 2007
  - Проза: Філіппо Туена, Остання паралель
  - Поезія: Сільвія Бре, Мармур
  - Документалістика: Паоло Маурі, Темрява
  - Премія Маріо Тобіно — Автор року: Клаудіо Магріс
  - Перша робота: не призначено; спеціальні згадки для фіналістів:
    - Сімона Балданзі, Донька в блакитному халаті
    - Паоло Колагранде, Фідег
    - Паоло Фаллай, Freni
- 2008
  - Проза: Франческа Санвітале, Початок осені
  - Поезія: Еудженіо де Синьорібус, Poesie (1976—2007)
  - Документалістика: Мігель Готор, Альдо Моро. Листи з полону
  - Премія Маріо Тобіно — Автор року: Маріо Монічеллі
- 2009
  - Проза: Едіт Брук, Скільки зірок на небі
  - Поезія: Енніо Каваллі, Велика книга
  - Документалістика: Адріано Проспері, Правосуддя із зав'язаними очима
  - Премія Маріо Тобіно — Автор року: СерДЖіо Стайно
- 2010
  - Проза: Нікола Лагіоя, Вернути все додому
  - Поезія: П'єрлуїджі Каппелло, Надішліть слово імператору
  - Документалістика: Мішель Еммер, Мильні бульбашки. Між мистецтвом і математикою
  - Президентська нагорода: Фернандо Бандіні, Чотирнадцять віршів
  - Премія Маріо Тобіно — Автор року: Серджіо Заволі
- 2011
  - Проза: Алессандро Марі, Занадто багато людських надій 
  - Поезія: Джан Маріо Вільялта, Марнота розуму
  - Документалістика: Маріо Лаваджетто, Той Марсель! Фрагменти біографії Пруста
  - Премія Маріо Тобіно — Автор року: Меланія Мацукко
- 2012
  - Проза: Нікола Гардіні, Загублені папуги Амелії Лінд
  - Поезія: Антонелла Анедда, Salva con nome
  - Документалістика: Франко Ло Піпаро, Дві в'язниці Грамші
- 2013
  - Проза: Паоло Ді Стефано, Giallo d'Avola
  - Поезія: Енріко Теста, Ablativo
  - Документалістика: Джуліо Гвідорицці, Il compagno dell'anima. I Greci e il sogno
- 2014
  - Проза: Франческо Пекораро, La vita in tempo di pace
  - Поезія: Алессандро Фо, Mancanze
  - Документалістика: Лучано Мекаччі, La Ghirlanda fiorentina
- 2015
  - Проза: Антоніо Скураті Найкращий час нашого життя
  - Документалістика: Массімо Бучіантіні Campo dei fiori
  - Поезія: Франко Буффоні Jucci
- 2016
  - Проза: Франко Корделлі Тонка субстанція
  - Документалістика: Бруно Пішедда Образлива мова
  - Поезія: Соня Джентілі Viaggio mentre morivo
  - Speciale: Лучіо д'Алессандро Il dono di Nozze. Romanzo epistolare involontario sui Reali d'Italia scritto nel 1896 da Gabriele D'Annunzio e altri personaggi d'alto affare
- 2017
  - Проза: Джанфранко Каллігаріх La malinconia dei Crusich
  - Документалістика: Джузеппе Монтесано Lettori selvaggi
  - Поезія: Стефано Карраї Переправа через Гобі
- 2018
  - Проза (ex aequo):
    - Фабіо Дженовезі, Море, до якого не можна доторкнутися
    - Джузеппе Лупо, Роки нашого зачарування

  - Дебют: Сімона Сомех, Grandangolo[5]
  - Поезія: Роберта Дапунт, Sincope
  - Документалістика: Гвідо Меліс, Неідеальна машина. Образ і реальність фашистської держави
- 2019
  - Проза: Емануеле Треві, Сни та казки
  - Поезія: Ренато Міноре, О дорога думка
  - Документалістика: Саверіо Річчі, Томмазо Кампанелла
  - Дебют, Giovanna Cristina Vivinetto, Dolore minimo
  - Спеціальні нагороди: Еудженіо Скальфарі, Сабіно Кассезе, Марко Беллоккіо, Ріккардо Муті e Джино Паолі .[6]
- 2020
  - Проза: Паоло Ді Паоло, Поза межами поля зору
  - Поезія: Лучано Чеккінель, Від берега до берега
  - Документалістика: Джуліо Ферроні, Італія Данте
  - Дебют, Альберто Альбертіні, La classe avversa
  - Спеціальні нагороди: Франко Габріеллі, Наталія Аспезі, Массімо Брей, Іларія Капуа, Сандро Лупоріні, Дачія Мараїні e Мауріціо Серра.[7]
- 2021
  - Проза: Едіт Брук, Il pane perduto, (La nave di Teseo)
  - Поезія: Флавіо Санті, Quanti — Truciolature, scie, onde. 1999—2019, (Industria&Letteratura)
  - Документалістика: Вальтер Сіті, Contro l'impegno
  - Дебют,  Алессандра Караті, E poi saremo salvi
  - Особливі нагороди: Роберто Беніньї, Анналена Беніні, Ігіаба Скего.[8]
- 2022
  - Проза: Вероніка Раймо, Niente di vero[9]
  - Поезія: Клаудіо Даміані, Prima di nascere (Fazi)
  - Документалістика: Сільвія Рончі , L'ultima immagine
  - Дебют, П'єтро Кастеллітто, Gli iperborei[10]
  - Особливі нагороди: Влодек Голдкорн (Міжнародна премія), Сільвія Скіоріллі Борреллі (журналістська премія), Аньєзе Піні (Спеціальна згадка)